# Viện Khoa học sở hữu trí tuệ
Viện Sở hữu trí tuệ quốc gia (tiếng Anh: Vietnam Intellectual Property Research Institute, viết tắt VIPRI) là cơ quan sự nghiệp Khoa học và Công nghệ công lập trực thuộc Bộ Khoa học và Công nghệ, thực hiện các chức năng chính: nghiên cứu khoa học; đào tạo, huấn luyện; giám định, tư vấn và định giá trong lĩnh vực sở hữu trí tuệ.

## Quá trình hình thành và phát triển
Viện được thành lập năm 2007 theo Quyết định số 846/QĐ-BKHCN ngày 24/5/2007 của Bộ trưởng Bộ Khoa học và Công nghệ (KH&CN).

## Chức năng, nhiệm vụ
Chức năng và nhiệm vụ của Viện được quy định tại Điều lệ do Viện ban hành kèm theo Quyết định số 520/QĐ-BKHCN ngày 9/4/2025 của Bộ trưởng Bộ Khoa học và Công nghệ.

## Cơ cấu tổ chức
- Viện trưởng
- Phó Viện trưởng
- Hội đồng khoa học
- Phòng Tổng hợp
- Phòng Giám định sở hữu trí tuệ
- Phòng Quản trị tài sản trí tuệ
- Phòng Khai thác thông tin sở hữu trí tuệ
- Chuyên gia/Cộng tác viên

## Lãnh đạo hiện nay
- Quyền Viện trưởng: Nguyễn Hữu Cẩn
- Phó Viện trưởng: Nguyễn Trọng Hiếu, Đỗ Đức Nam, Nguyễn Anh Tuấn